# Serra d'Ensija

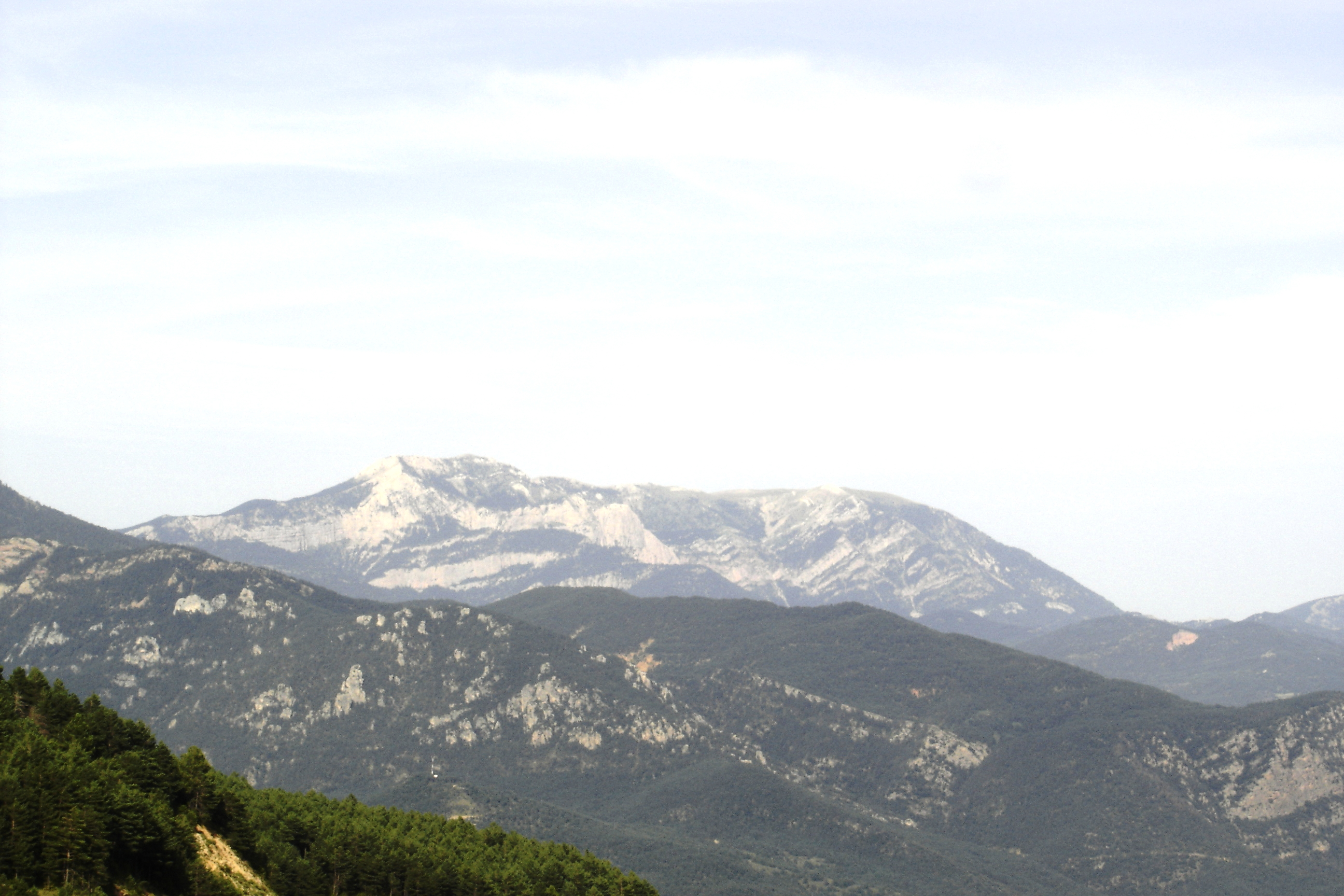
La Serra d'Ensija vista des del Coll de Jou (Solsonès)

La Serra d'Ensija està situada a la comarca del Berguedà i juntament amb els Rasos de Peguera és inclosa en el Pla d'Espais d'Interès Natural de la Generalitat de Catalunya.
Els límits de la serra se situen entre els sinclinals de Vallcebre, al nord, i Fígols Vell, al sud, el torrent del coll de Peguera, a l'est, i l'Aigua de Valls, a l'oest. La serra s'estén entre els municipis de Saldes, Gósol, Vallcebre i Fígols.
Els usos que es practiquen en aquest espai són bàsicament silvícoles i ramaders (vaca bruna dels Pirineus) i turístiques. També hi ha algun aprofitament miner. Hi ha equipaments miners, així com l'antiga l'estació d'esquí dels Rasos de Peguera, diverses pistes forestals i una carretera que hi accedeix.

## Principals relleus
Els Cingles de Conangle són situats a la part oriental de la serra amb una alçada de 1.647 m. Comprenen part del terme de Vallcebre, al límit amb el de Fígols de les Mines. Formen un escarpament d'un centenar de metres que destaca la formació anticlinal de la serra.
Les Cingles de Costafreda formen el contrafort nord de la serra. Amb una alçada de 1.882 m. Els cingles s'uneixen a la serra a través del serrat Voltor entre les valls de Saldes i de Vallcebre.
El Serrat Voltor forma part del Contrafort oriental. Amb una alçada de 2.281 metres, forma part dels municipis de Fígols, Saldes i Vallcebre.
Les Roques de Fumanya són un este del Contrafort oriental de la serra al terme de Fígols Vell; al vessant dret de la vall hi ha el jaciment paleontològic de la baga de Fumanya.

## Cims
El Cap de la Gallina Pelada o Cap Llitzet és el cim més alt de la serra amb 2.320 m situat al sector oest.
La Creu de Ferro és un cim dels rasos d'Ensija amb 2.286 m al límit entre els termes de Fígols i Saldes.

## Fauna i flora
La serra constitueix un dels límits meridionals, a Catalunya, de la vegetació alpina i subalpina.
Cal destacar, a les parts més altes, el prats alpins amb nombroses espècies pirinenques i les pinedes de pi negre amb neret. A les zones més baixes les pinedes són l'espècie predominant tot i que també hi trobem rouredes de roure martinenc amb boix i fagedes a les zones obagues.
La fauna que s'hi pot trobar és molt semblant a la del Parc Natural del Cadí-Moixeró tot i que una mica més empobrida. Cal destacar dins la fauna invertebrada algunes singularitats com algunes espècies endèmiques o rares d'aràcnids, com la Troglohyphantes orpheus.

## Jaciment d'icnites de Titanosauridae
A la zona de Fumanya s'hi troba un jaciment de petjades de titanosaure. Es considera un dels més importants jaciments d'aquest tipus del Cretaci Superior Europeu. Les petjades aparegueren en una explotació a cel obert de lignit que realitzava l'empresa Carbones de Berga, s.a. Durant les posteriors obres de millora i condicionament del jaciment s'hi trobaren set ous que se sospita que pertanyen al grup dels titanosaures. Actualment es poden fer visites guiades del jaciment i hi ha en projecte la creació del Centre d'Interpretació del Parc Paleontològic de Fumanya.

## Impactes i vulnerabilitat natural
Les activitats extractives a la serra d'Ensija generen forts impactes sobre els ecosistemes i el paisatge. A més a més, a les zones de risc geològic es generen processos d'inestabilitat dels vessants i de degradació dels ecosistemes forestals. D'altra banda, es produeix un excés de circulació motoritzada per camins i una elevada freqüentació en alguns moments de l'any (acampades, etc.)
Al vessant septentrional de la serra d'Ensija hi ha punts amb elevat risc geològic per moviments del vessant antics i actuals de gran magnitud. D'altra banda, les comunitats i espècies vegetals, així com algunes espècies de fauna rares, són vulnerables a les alteracions.